# Amar en tiempos revueltos
Amar en tiempos revueltos (Aimer en temps de troubles) est une série télévisée espagnole créée par Josep Maria Benet i Jornet et réalisée par Rodolf Sirera de 2005 à 2012. Le feuilleton se poursuit à partir de 2012, et jusqu'en 2020, dans la série Amar es para siempre, où réapparaissent la plupart des personnages. 
Le récit de Amar en tiempos revueltos se situe dans l'après-guerre de la guerre civile espagnole et durant les premières années du régime du général Francisco Franco. Elle est inspirée de la fiction Temps de silenci de la télévision catalane TV3.

## Distribution
- Marina San José : Ana Rivas (443 épisodes, 2008-2012)
- Carlota Olcina : Teresa García Guerrero (443 épisodes, 2008-2012)
- Roser Tapias : Almudena Hernández Prado (165 épisodes, 2010-2011)
- Anna Castillo : Dorita (215 épisodes, 2013-2015)
- Luis Perezagua : Isidro Bulnes  (583 épisodes, 2005-2008)
- Claudia Traisac : Pilar (6 épisodes)